# راسون
راسون (به لاتین: Rason) یک شهر ویژه در کشور کره شمالی است.

## خصوصیات
راسون ۷۴۶ کیلومترمربع مساحت و ۱۹۶٬۹۵۴ نفر جمعیت دارد و ۲۷ متر بالاتر از سطح دریا واقع شده‌است.